# Matachí
Matachí é um município do estado de Chihuahua, no México.